# پورتا

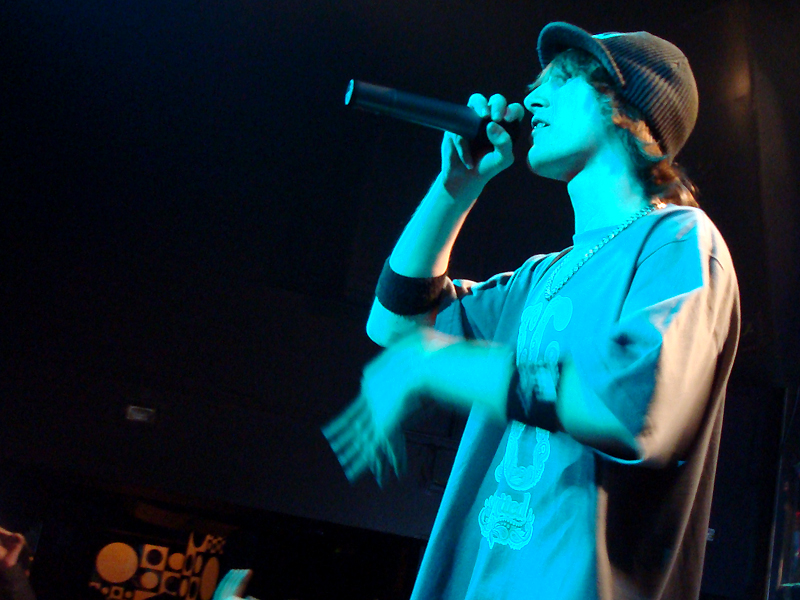
نگارهٔ کریستین جیمنز بوندو، رپر اسپانیایی - ۲۰۰۸

کریستین جیمنز بوندو (بارسلون، ۲ ژوئیه ۱۹۸۸)، که بیشتر با نام هنری «پورتا» شناخته می‌شود، خواننده رپ اسپانیایی است. او در محله ساریا در بارسلونا به دنیا آمد. در نوجوانی به هیپ هاپ و رپ علاقه زیادی پیدا کرد. او در سن یازده سالگی با نام مستعار ال پورتادور به صورت آماتور شروع به اجرای رپ کرد. او یک پسر نه ساله بود که اولین نوار کاست تلفیقی خود را با حضور برترین نوازندگان رپ ارائه کرد. او آهنگ‌های خود را در شبکه‌های اجتماعی پخش کرد و به‌صورت گسترده مورد استقبال کاربران قرار گرفت. محبوبیت او به سرعت نه تنها در سراسر اسپانیا، بلکه در سراسر آمریکای لاتین در کشورهایی مانند گواتمالا، بولیوی، آرژانتین و عمدتاً در مکزیک گسترش یافته‌است. بیش از ۱۲ میلیون دنبال کننده در فیس بوک، ۶٫۱۵ میلیون مشترک در یوتیوب و ۹۸۹ میلیون بازدید از ویدیوهای آن نشان از محبوبیت این خواننده دارد.